# 幻影の航海
『幻影の航海』（げんえいのこうかい、On Stranger Tides）は、アメリカのSF作家ティム・パワーズの歴史ホラー・ファンタジー小説。

## 概要
1987年にエース・ブックスより刊行されたSF歴史ホラー・ファンタジー。翌年の世界幻想文学大賞にノミネートされた。
「黒髭」エドワード・ティーチ、チャールズ・ヴェイン、ウッズ・ロジャーズ、スティード・ボネット、アン・ボニーなど実在の海賊たちと、ブードゥー教のゾンビなどが登場する。
2011年の映画『パイレーツ・オブ・カリビアン/生命の泉』の原作。ハヤカワ文庫版は、映画の公開にあわせて『生命の泉』と改題されて再刊された。

## あらすじ
18世紀のカリブ海。叔父に父親の遺産を横取りされた青年ジョン・シャンダニャックは、叔父を捜す船旅の途中で海賊に襲撃される。海賊の首領、フィリップ・デイヴィスによって強引に仲間入りをさせられたシャンダニャックは、海賊たちが目指す「不老不死の泉」の探索に同行するはめに陥る。